# Lent atmosfèrica terrestre

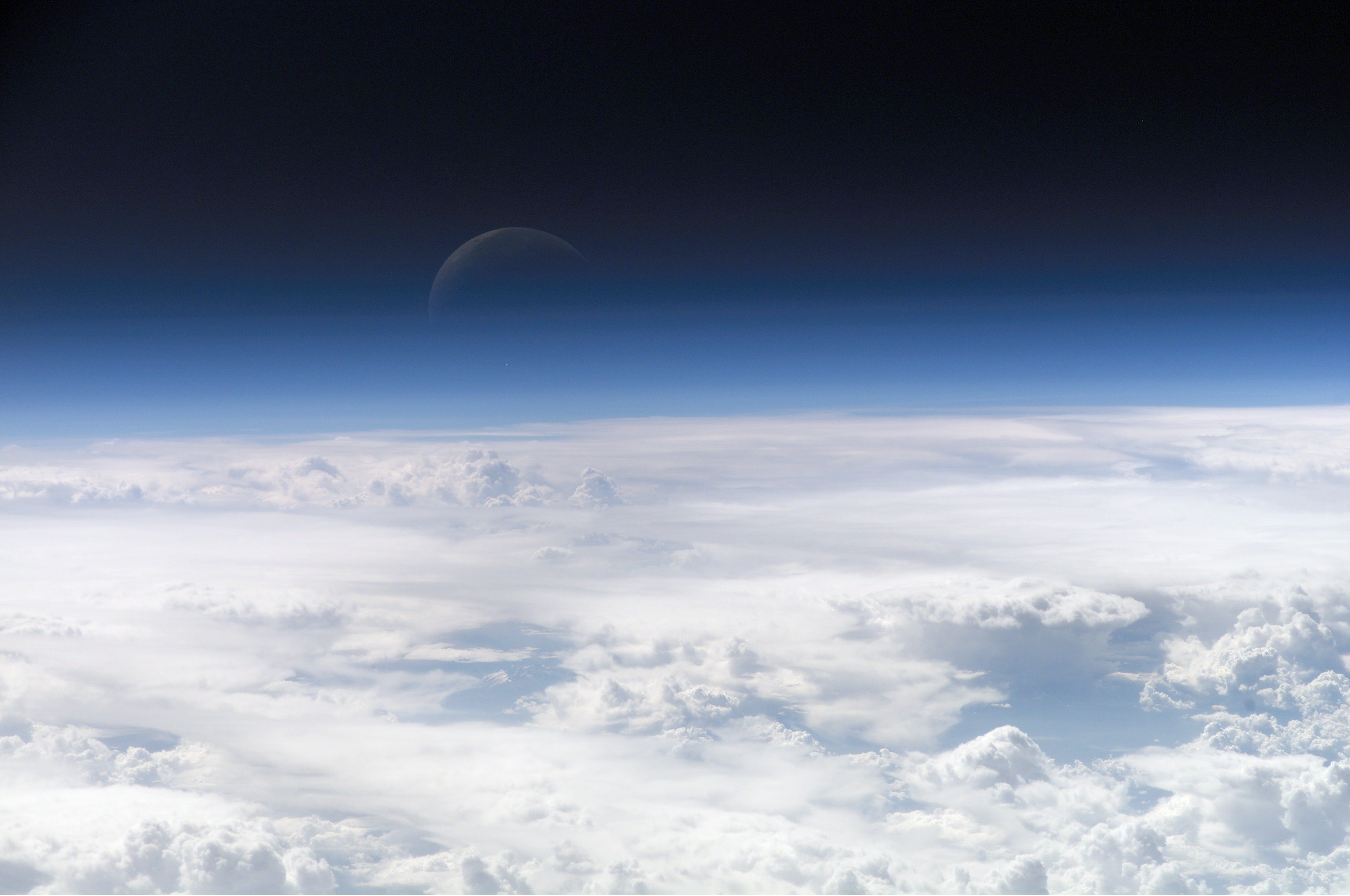
Atmosfera terrestre

Una "lent atmosfèrica terrestre" és un mètode teòric que utilitza la Terra com una lent gran amb un efecte físic anomenat refracció atmosfèrica.
La imatge del sol apareix aproximadament mig grau per sobre de la seva posició real durant la posta de sol a causa de la refracció atmosfèrica de la Terra.
El 1998, l'astrofísic de la NASA Yu Wang del Jet Propulsion Laboratory va proposar per primera vegada emprar la Terra com a lent atmosfèrica.

Wang suggereix en el seu article que:
''Si poguéssim construir un telescopi espacial utilitzant l'atmosfera terrestre com a lent objectiu, l'obertura d'aquest telescopi espacial seria el diàmetre de la Terra. La resolució del telescopi es podria millorar fins a set ordres de magnitud i permetria imatges detallades de planetes en sistemes estel·lars llunyans.''
 Si es construeix, la lent atmosfèrica terrestre es convertiria en el telescopi més gran mai construït. La seva alta resolució permetria imatges directament dels planetes propers semblants a la Terra amb un nivell de detall mai vist abans. A partir del setembre de 2020, els principals objectius d'observació són Proxima b, situat a 4,2 anys llum de distància, Tau Ceti e, a 12 anys llum de distància, i Teegarden b, també situat a 12 anys llum de distància. Actualment es considera que els tres planetes són potencialment habitables.
Tanmateix, l'ús del Sol com a lent gravitatòria produiria imatges amb una resolució més alta quan s'obtenen imatges d'exoplanetes potencialment habitables.